# 7225 Huntress
7225 Huntress è un asteroide della fascia principale. Scoperto nel 1983, presenta un'orbita caratterizzata da un semiasse maggiore pari a 2,3399627 UA e da un'eccentricità di 0,2050172, inclinata di 6,88106° rispetto all'eclittica.